# بيتري يرفينن
بيتري يرفينن (بالفنلندية: Petri Järvinen)‏ هو مدرب كرة قدم ولاعب كرة قدم فنلندي في مركز الوسط، ولد في 9 مايو 1965 في هلسنكي في فنلندا. شارك مع منتخب فنلندا لكرة القدم. أما مع النوادي، فقد لعب مع فالدهوف مانهايم وفينبا ونادي جاز ونادي سانت باولي ونادي كوسيسي ونادي لاهتي وهكا وهونكا.

## وصلات خارجية
- بيتري يرفينن على موقع الاتحاد الدولي (مؤرشف)  (الإنجليزية)
- بيتري يرفينن على موقع الاتحاد الأوربي (الإنجليزية)
- بيتري يرفينن على موقع قاعدة بيانات كرة القدم.إي يو (الإنجليزية)
- بيتري يرفينن على موقع ناشيونال فوتبول تيمز (الإنجليزية)